# 실험 철학
실험 철학은 철학적 탐구의 새로운 분야로 철학적 연구에 정보를 제공하기 위해 보통 사람들의 직관을 조사하는 조사를 통해 수집되는 경험적 데이터를 사용한다. 경험적 데이터의 이러한 사용은 실험 철학자들에 의해 때때로 "안락의자" 철학이라고 불리는 선험적 정당화에 주로 의존하는 철학적 방법론과 반대되는 것으로 널리 알려져 있다. 실험 철학은 처음에 의도적 행동 과 관련된 철학적 질문, 자유 의지와 결정론 사이의 추정 충돌, 언어 참조 에 대한 인과 대 기술 이론에 초점을 맞추면서 시작되었다. 그러나 실험 철학은 계속해서 새로운 연구 영역으로 확장되었다.
실험 철학이 성취할 수 있는 것에 대한 의견 불일치가 널리 퍼져 있다. 한 주장은 실험 철학자들이 수집한 경험적 데이터가 철학적 직관으로 이어지는 근본적인 심리적 과정에 대한 더 나은 이해를 허용함으로써 철학적 질문에 간접적인 영향을 미칠 수 있다는 것이다. 다른 사람들은 실험 철학자들이 개념 분석 에 참여하지만 그 프로젝트를 돕기 위해 양적 연구의 엄격함을 이용한다고 주장한다. 마지막으로 실험철학의 일부 작업은 분석철학의 전통적인 방법과 전제를 약화시키는 것으로 볼 수 있다. 몇몇 철학자들은 실험철학에 대한 비판을 해왔다.
근대 초기 철학에서는 자연철학을 '실험철학'이라고 부르기도 했지만, 현재의 의미와 관련된 분야는 2000년경 소수의 학생들이 융합철학의 개념을 실험하면서 시작되었다
현재의 실험 철학자들은 이 운동이 실제로 많은 고대 철학자들이 사용했던 방법론으로의 회귀라고 주장한다. 또한 데이비드 흄, 르네 데카르트, 존 로크와 같은 다른 철학자들은 종종 경험적 방법론에 호소한 철학자의 초기 모델로 간주된다.